# 中島久平
中島 久平（なかじま きゅうへい、文政8年（1825年） - 明治21年（1888年））は、幕末から明治時代の実業家。日本の国産唐桟織の祖とされる。

## 生涯
中島久平は、川越絹平（きぬひら）の問屋「正田屋」の当主・中島久兵衛（なかじまきゅうべえ・2代目）の長子として武蔵国川越（現・埼玉県川越市）志義町に生まれる。川越絹平は川越の特産品の絹の高級袴地で、仙台平と異なり薄手の夏袴用であった。絹平を手機（てばた）で織る技術は老中で甲斐国谷村藩主から川越藩主に移封となった秋元喬知が持ち込んだもので、藩の下級武士の内職ともなって一世を風靡していた。江戸を初め全国から需要が高く、絹織物は多大な利益をもたらし、川越では多くの豪商が誕生した。久平も呉服店「正田屋」を継ぎ、江戸・日本橋にも店を構えるなど業績を拡大した。安政6年（1859年）、横浜港が開港すると横浜にも進出し店を構え、外国貿易も開始する。川越や秩父の正絹など蚕種を加工し輸出する一方で、金巾（かなきん）や唐桟（とうざん）を入手し海外市場の動向を探った。その結果、外国産の唐桟が国産のものよりはるかに良質で低価格で日本に流入し始めている事実を察知した。
唐桟は、室町時代末期頃から日本に渡来した高級縞木綿で、極細の綿糸を2本双糸にして平織したもので、藍地に朱や浅黄、茶、灰などの縦縞を配したものである。砧で打って仕上げることから絹のように柔らかく光沢があって美しい。「唐」は舶来物の意味で、「桟」は「桟留」の略。織物の輸出港だったインドのセント・トーマス（現在のチェンナイとされる）から来ていると言われる。 鎖国とともに唐桟は長崎を通して細々と入るだけになり、絹よりもはるかに高価で庶民には無縁であった。
唐桟など欧米産綿織物の脅威を痛感した久平は、このままでは日本の織物はたちまち滅んでしまうと危惧し、安くて良質の綿糸だけを輸入し、その洋糸を用いて国内で唐桟を織れないか思案した。唐桟の風合いは国産綿糸では不可能で極細のインドキャラコでしか出せない。久平は横浜で買い付けた洋糸を川越の機屋に試織させたところ、舶来品と同等の品質の唐桟が輸入唐桟よりはるかに安価で出来ることに成功した。久平は洋糸の大量輸入に踏み切り、川越の機業家を使って唐桟の模織を大規模に開始した。これが「川越唐桟」（川唐・かわとう）である。川唐は国産唐桟の代名詞となり全国に商圏を広げ、絹機（きぬばた）の卓越した伝統があった川越は良質の唐桟大生産地となった。粋で美しい川唐は幕末から明治末期まで一世を風靡した。久平は明治13年（1880年）には11ヶ所の工場を開設し、数千人の女工を雇う大企業家となった。明治14年（1881年）には内国勧業博覧会の建物を購入し川越・六軒町に「武陽館」と称する大工場を建設、翌年にエドワード・S・モースもそれを見学し、モースは日記に「行儀の良い雰囲気」と記している。
明治21年（1888年）没。墓所は川越市内の法善寺にある。近年、久平の末裔による研究書も刊行され事績の再評価も行われている。